# أفيري كورمان
أفيري كورمان (بالإنجليزية: Avery Corman)‏ (28 نوفمبر 1935، نيويورك في الولايات المتحدة)؛ كاتب سيناريو، مؤلف، كاتب وروائي أمريكي.

## روابط خارجية
- أفيري كورمان على موقع IMDb (الإنجليزية)
- أفيري كورمان على موقع قاعدة بيانات الفيلم (الإنجليزية)